# Arciprestazgo de Chinchón
El Arciprestazgo de Chinchón, es un arciprestazgo español que está bajo la jurisdicción del Obispado de Getafe y está compuesto por las siguientes parroquias:
| Población         | Parroquia                                |
| ----------------- | ---------------------------------------- |
| Chinchón          | Iglesia de Nuestra Señora de la Asunción |
| Valdelaguna       | Iglesia de Nuestra Señora de la Asunción |
| Belmonte de Tajo  | Iglesia de Nuestra Señora de la Estrella |
| Villaconejos      | Iglesia de San Nicolás de Bari           |
| Colmenar de Oreja | Iglesia de Santa María la Mayor          |